# Dendrobium hodgkinsonii
Dendrobium hodgkinsonii är en orkidéart som beskrevs av Robert Allen Rolfe. Dendrobium hodgkinsonii ingår i släktet Dendrobium, och familjen orkidéer.
Artens utbredningsområde är Papua Nya Guinea. Inga underarter finns listade i Catalogue of Life.